# ㅉ
ㅉ (reviderad romanisering: ssangjieut, hangul: 쌍지읒) är en av fem dubbelkonsonanter i det koreanska alfabetet. Den består av två stycken ㅈ.